# 翁索謝湖
53°29′44″N 16°04′22″E / 53.49556°N 16.07278°E
翁索謝湖是波蘭的湖泊，位於該國西北部，處於西波美拉尼亞省，面積3.6平方公里，海拔高度124米，平均水深3.5米，最大水深8.5米，蓄水量1,133萬立方米。